# Шэнь Ко
Шэнь Ко, также Шэнь Куа (кит. упр. 沈括, пиньинь Shěn Kuò, 1031—1095) — один из величайших китайских учёных, по многогранности сопоставимый с выдающимися универсалистами Ренессанса: область его деятельности охватывала математику, астрономию, метеорологию, геологию, зоологию, ботанику, фармакологию, агрономию, этнографию и картографию; помимо этого, Шэнь Ко проявил себя как дипломат, генерал, министр финансов, государственный инспектор, инженер в области гидромелиорации, изобретатель, поэт и музыкант.

## Биография

### Ранние годы
Старшим братом матери Шэнь Ко был Сюй Дун (кит. трад. 許洞, упр. 许洞, ок. 976 — ок. 1016), специалист по военному делу, автор трактата Ху цянь цзин («Трактат для военачальников», 《虎钤经》). Шэнь Ко никогда не видел прославленного дядю, однако же пребывание в его доме оказалось для юноши весьма полезным, ибо он целые дни проводил в богатейшей библиотеке семейства Сюй, где хранились и рукописи Сюй Дуна. Мать Шэнь Ко, получившая прекрасное образование, сама настойчиво занималась обучением и воспитанием своего сына.
Отец Ко, Шэнь Чжоу (沈周, 978—1051), был провинциальным чиновником. Начиная с 1040 Шэнь Чжоу занимает посты в современной пров. Сычуань, а затем переезжает в Аомынь. Вся семья перемещается вместе с ним, и Шэнь Ко с малолетства получает возможность для наблюдений в самых разных сферах быта и природы. Слабое здоровье приводит к раннему знакомству ребёнка с фармацевтикой; знакомства с различными ландшафтами южного Китая дают ему представление о топографии — все эти сферы науки вызывают у него живой интерес. Непосредственная близость к отцу и его работе позволила Шэнь Ко познакомиться с социальными реалиями и проблемами различных регионов.

### Карьера

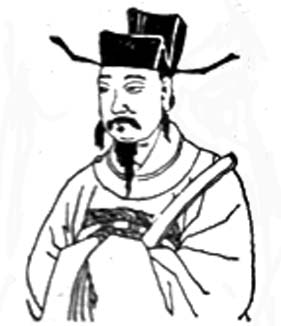
Шэнь Ко

После надлежащего (согласно конфуцианской этике) трёхлетнего траура по смерти отца Шэнь Ко начинает службу на мелких провинциальных должностях: карьера Шэнь Чжоу избавила его сына от сдачи экзаменов низшего уровня. Первым проявлением способностей Шэнь Ко стало руководство созданием береговой дренажной системы, сделавшей возможным сельскохозяйственное использование нескольких тысяч гектаров заболоченной почвы. Ещё несколько проектов подобного рода закрепили за ним авторитет специалиста по гидромелиорации. Наиболее значительный из них был осуществлён в 1061 году вместе с братом Шэнь Пи (沈披), правителем уезда Нинго: в нём участвовали 14 тыс. человек. Успех предприятия, сопряжённый с картографическим исследованием и инженерным планированием Шэнь Ко, получил признание императора.
В 1063 году Шэнь Ко с отличием сдал столичный экзамен на высшую ученую степень и получил направление на службу в Янчжоу, где произвёл благоприятное впечатление на фискального интенданта (должность приравненная к губернатору) Чжан Чу (張蒭; 1015—1080) и заручился его рекомендацией на службу финансовой администрации столицы. Дочь Чжана становится второй женой Шэнь Ко.
Столичный пост оставлял Шэнь Ко немало свободного времени, и молодой учёный, по-видимому, посвятил его занятиям астрономией. В 1072, вдобавок к основной должности, он становится смотрителем астрономического директората. В сотрудничестве с Вэй Пу (衛朴) и при поддержке учёных-любителей он предпринимает кардинальную реформу календаря, с использованием письменных источников, собранных по всей стране. Запланированная Шэнь Ко на пять лет вперед программа ежедневных астрономических наблюдений, с использованием усовершенствованных инструментов, подверглась обструкции со стороны других чиновников ведомства.
Приверженность «синь фа» (新法), новому политическому курсу Ван Аньши, сделала Шэнь Ко одной из фигур наиболее ненавидимых придворными консерваторами: учёный был причислен ими к клике 18-и ближайших сподвижников Вана. В конце 1072, в качестве поддержки его программе, Шэнь разработал оригинальную технику очищения столичного участка Великого канала и доказал целесообразность использования вычищенного ила в качестве удобрения. До середины 1075 он много путешествовал с целью инженерного инструктажа, инспектирования гражданских и военных объектов, а также предположительно с пропагандой политики Ван Аньши. (Ещё будучи молодым провинциальным чиновником, Ван написал эпитафию на смерть отца Шэнь Ко и уже с тех пор был в курсе незаурядных способностей его отпрыска).
К 1073 относится встреча Шэнь Ко с Су Ши, на тот момент градоправителем Ханчжоу. Ещё один выдающийся интеллектуал эпохи Сун — Су Ши (Су Дунпо) — был в то же время противником жизненно важных реформ, и Шэнь, воспользовавшись случаем, скопировал некоторые его произведения и подал их с депешей императору Шэньцзуну, своему покровителю, как образец крамолы.
В 1075 Шэнь Ко возглавляет дипломатическую миссию ко двору киданьского монарха, с целью противостоять претензиям царства Ляо на новые земли. Добившись задуманного, он возвращается в Китай, везя с собой коллекцию биологических находок и карты территорий, по которым он проезжал. И тут же отправляется на инспекцию крупного гидромелиорационного проекта в районе р. Янцзы.

## Исторический фон, политическая подоплёка деятельности
Историческим фоном для появления универсальной личности подобного рода стал кардинальный поворот от экономической системы империи Тан, ориентированной на феодальное землевладение и военную службу, к новой экономической системе империи Сун, в которой центральное место занимала денежная система, торговля и, соответственно, присутствовал иной тип социального устройства: частные исследования, также как и частный бизнес, стали альтернативой государственной службе.
Шэнь Ко был одним из главных сторонников «синь фа» (新法) — нового политического курса, известного как реформы Ван Аньши. Главной целью реформ была финансовая безопасность страны, которая обеспечивалась налоговой системой, тесно связанной с рационализацией сельского хозяйства. С другой стороны, военная угроза с севера актуализировала технологические исследования, развитие картографии и фортификации, стратегических теорий, армейского дела и т. п. Шэнь Ко внёс свой вклад едва ли не в каждую из областей, затронутых реформами, как в гражданском, так и в военном плане.

## Значение в науке

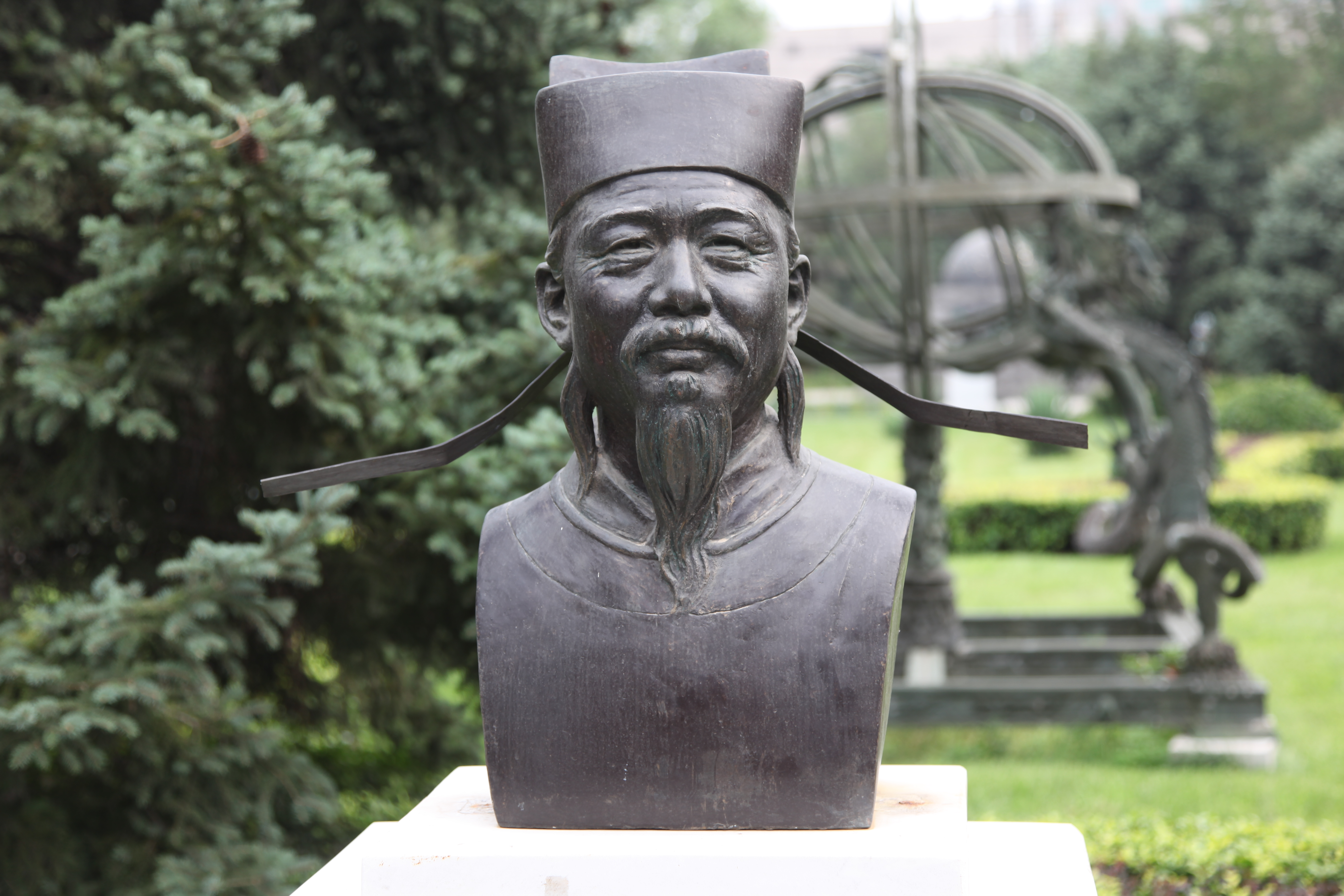
Бюст Шэнь Ко в Старой Пекинской обсерватории

Фигуру Шэнь Ко сравнивают с Ломоносовым (Ху Даоцзин, 胡道靜) и Лейбницем. Последнее особо правомерно, если учесть, что наряду с естествознанием и экономикой Шэнь Ко также уделял немалое внимание метафизике, нумерологии и гадательным практикам.
Подобно пифагорейцам, исследующим связь между целыми числами и музыкальными интервалами, Шэнь Ко продолжил изыскания в сходной области китайского знания (律呂, lü lü, зародилась ок. 200 до н. э.). Ему принадлежит трактование и правка работ его предшественников, в том числе объяснение общих принципов этого явления и исправление числовых ошибок переписчиков, приведших к обессмысливанию древних текстов.
Шэнь Ко изобрёл Посох Якова.
Система эфемеридных вычислений Шэнь Ко оставалась наиболее передовой вплоть до открытия Тихо Браге астрономических вычислительных методик Нового времени.
Был первым кто смог достаточно точно оценить число возможных позиций в игре Го как 10172, этот результат был приведен в его работе «Эссе о бассейне мечты» (夢溪筆談／梦溪笔谈).

## Память
1 июля 1979 года в честь Шэнь Ко астероиду, открытому 9 ноября 1964 года в обсерватории Цзыцзиньшань, Нанкин, КНР, присвоено наименование 2027 Shen Guo.